# Saruman
Saruman (1000 Třetího věku – 3. listopadu 3019 T. v., Povodí, Kraj; ve Středozemi) je literární postavou čaroděje ze světa J.R.R. Tolkiena, Středozemě. Saruman Bílý (Curunír Lán v sindarštině) byl hlavou řádu Istari, kteří přišli do Středozemě jako vyslanci Valar ve Třetím věku (okolo r. 1000), později předsedal Bílé radě. Jeho jméno znamená „Dovedný muž“.

## Charakteristika
Saruman byl napohled starý muž s černými vlasy. Ke konci Třetího věku však jeho vlasy zbělely (stálé však měl např. černé vousy na bradě). Byl vysoký, měl hluboké černé oči. Většinou se objevoval zahalen do kapuce v bílém plášti, později jej však změnil za pestrý plášť, který měnil barvy s tím, jak se odráželo světlo (Saruman Mnoha barev). 
Saruman nebyl ani člověk, ani elf (jak si lidé často mysleli), ale byl Maia z řádu Istari, oděn v těle muže. Jako takový byl Saruman nesmrtelný a velice mocný, jelikož neměl žádné hranice, kam až může zajít. Jeho největšími zbraněmi byla jeho moudrost a medový hlas.
Jeho hlavním zájmem byla magie a „hluboká umění“, zvlášť v kombinaci s mocí. Proto se také zajímal o Prsteny moci a dalekozraké palantíry. Rovněž byl hluboce vzdělán v historii Středozemě, vědě o královstvích jako Númenor, Gondor či Khazad-Dûm. Jeho hlas a projev byly neobyčejně přesvědčivé, mnohem více než pouhá rétorika. Když tuto moc použil, mohl ovládat srdce kohokoliv, a zasévat lži, jak mu bylo libo. V závislosti na vůli posluchače tato moc mohla trvat dokud mluvil, nebo vyklíčit v srdci posluchače a trvat navěky.
Dále byl znalý mechaniky a chemie, např. jeho „střelný prach“ použitý Uruk-hai. Své dominium Železný pas zcela proměnil v jednu velkou kovárnu. V tomto se pravděpodobně chtěl vyrovnat Sauronovi.
Jeho znalosti zasahovaly i do biologie – zkřížil skřety s lidmi, čímž vytvořil jednak muže se skřetí zlobou a proradností, jednak Uruk-hai s lidskou zdatností a schopností pohybovat se na slunci. 
Saruman se nepodobal Mithrandirovi jenom vzhledem, ale, alespoň ze začátku, i vlastnostmi. Na rozdíl od Mithrandira byl Saruman pyšný. Věděl, že je nejmocnějším z Istari, a dokonce pohrdal Radagastem Hnědým. Saruman nebyl žádným hlupákem: byl si vědom Gandalfovy moci a považoval ho za sobě rovného, a později, ke svému zármutku, i za mocnějšího, než byl on sám. Žárlil na Gandalfa, protože mu došlo, že Gandalf dostal od Círdana prsten ohně Naryu, a přesvědčoval sám sebe, že proti němu Gandalf intrikuje, aby zakryl své vlastní intrikování proti Gandalfovi a zbytku Bílé rady. Toto je možné považovat za příznak paranoie.
Jelikož před Gandalfovým „zmrtvýchvstáním“ byl považován za mocnějšího než Gandalf, lze předpokládat, že ovládal stejné druhy magie jako on, včetně vytváření ohně, světla a znalosti formulí.
Je pravděpodobné, že Saruman zpočátku chtěl skutečně zničit Saurona a věřil svému poslání, ale jeho pýcha a arogance z něj později udělaly zrádce (mnoho služebníků Aulëho se stalo zrádci, např. i Sauron). Sarumanova zrada nebyla náhlá, ale odehrávala se pomalu. Saruman skrz palantír našel Saurona a komunikoval s ním, ten ho však přesvědčil a donutil, aby se stal jeho spojencem. Nakonec Saruman přesvědčil sám sebe, že neměl na vybranou, a že je pozdě se kát. To jej nakonec přimělo odmítnout Gandalfovu nabídku na odřeknutí se svých pletich, neboť Saruman by se Gandalfovi nikdy nepodřídil.

## Životopis
Curumo, mocný Maia z lidu Aulëho (stejně jako Sauron), byl vybrán Aulëm, aby se stal jedním ze tří hlavních Maiar rovných Sauronovi, kteří na příkaz Manwëho měli jít do Středozemě pomáhat lidem a elfům v boji se Sauronem. Dobrovolně a první předstoupil před Valar, druhým byl Alatar a na rozkaz až Olórin jako třetí (Varda však řekla „Ne jako třetí!“, což v Curumovi vyvolalo prvotní zášť). Podle valinorského postavení byl Curumo z Istari první a byl proto hlavou celého Řádu.
Když byla r. 2463 zformována Bílá rada, Saruman se stal jejím vůdcem. Zhruba v té době začal vnímat Sauronův vzestup a začal mu závidět jeho moc, především Jeden prsten. Roku 2759 se Saruman usadil v Železném pasu, se svolením gondorského správce Berena. Ve své věži Orthanku také našel palantír, s nímž v té době nejspíš začal samovolně pracovat.
Roku 2850 Gandalf vstoupil do Dol Gulduru a odhalil tam přítomnost Zla. Saruman však odmítl zaútočit na pevnost, neboť chtěl povolit Sauronovi postavit velkou pevnost a tím odhalit Prsten. Později však zjistil, že Sauron ví o místě, kde se Prsten nalézá, mnohem více než očekával, a proto r. 2941 konečně souhlasil s útokem na Dol Guldur
Zhruba v té době také Saruman vytvořil svůj vlastní prsten, ale jeho účel nebyl znám. V té době také začal sám komunikovat se Sauronem prostřednictvím palantíru, později podlehl a stal se tajným spojencem Mordoru. 
Poté, kdy Gandalf odhalil Sarumanovi místo, kde se Prsten nalézá, Saruman vyjádřil svoji touhu jej mít a přiznal se ke spojenectví s Mordorem. Když se k němu Gandalf odmítl přidat, uvěznil jej v Orthanku. Gandalf později uprchl a podal zprávu o Sarumanově zradě zbytku Rady.
Sarumanovy velké plány však zkrachovaly – jeho armáda skřetů prohrála v bitvě s Rohanem, později byl Saruman dokonce uvězněn ve své věži Orthank. Saruman a jeho služebník Červivec uprchli do Kraje, který ovládli a plánovali přeměnit v novou Sarumanovu základnu. Tu mu však zhatili místní hobité v Bitvě u Povodí, po níž byl Saruman zavražděn Červivcem. 
Saruman, jakožto Maia, ve skutečnosti nezemřel, ale jeho nahý duch se nyní bez jakékoliv moci potácí po Středozemi.

## Odlišnosti v jiných dílech
Ve filmu Pán prstenů: Návrat krále Petera Jacksona Saruman nebyl zavražděn v Kraji. Když Stromovous a enti zničili a obsadili Železný pas, byl Saruman uvězněn v Orthanku spolu s Červivcem a na vrcholku věže byl Saruman zavražděn Červivcem kvůli jeho ponižování. Sarumanovo tělo spadlo z vrcholku Orthanku a nabodlo se na ozubené kolo.